# Enrique Alciati
Enrique Alciati né au XIXe siècle à Marseille et mort après 1912 est un sculpteur franco-italien.
Actif à Marseille et au Mexique, son œuvre la plus connue est la figure de la Victoire, dite aussi Ángel de la Independencia, qui couronne la colonne de l'Indépendance à Mexico.

## Biographie

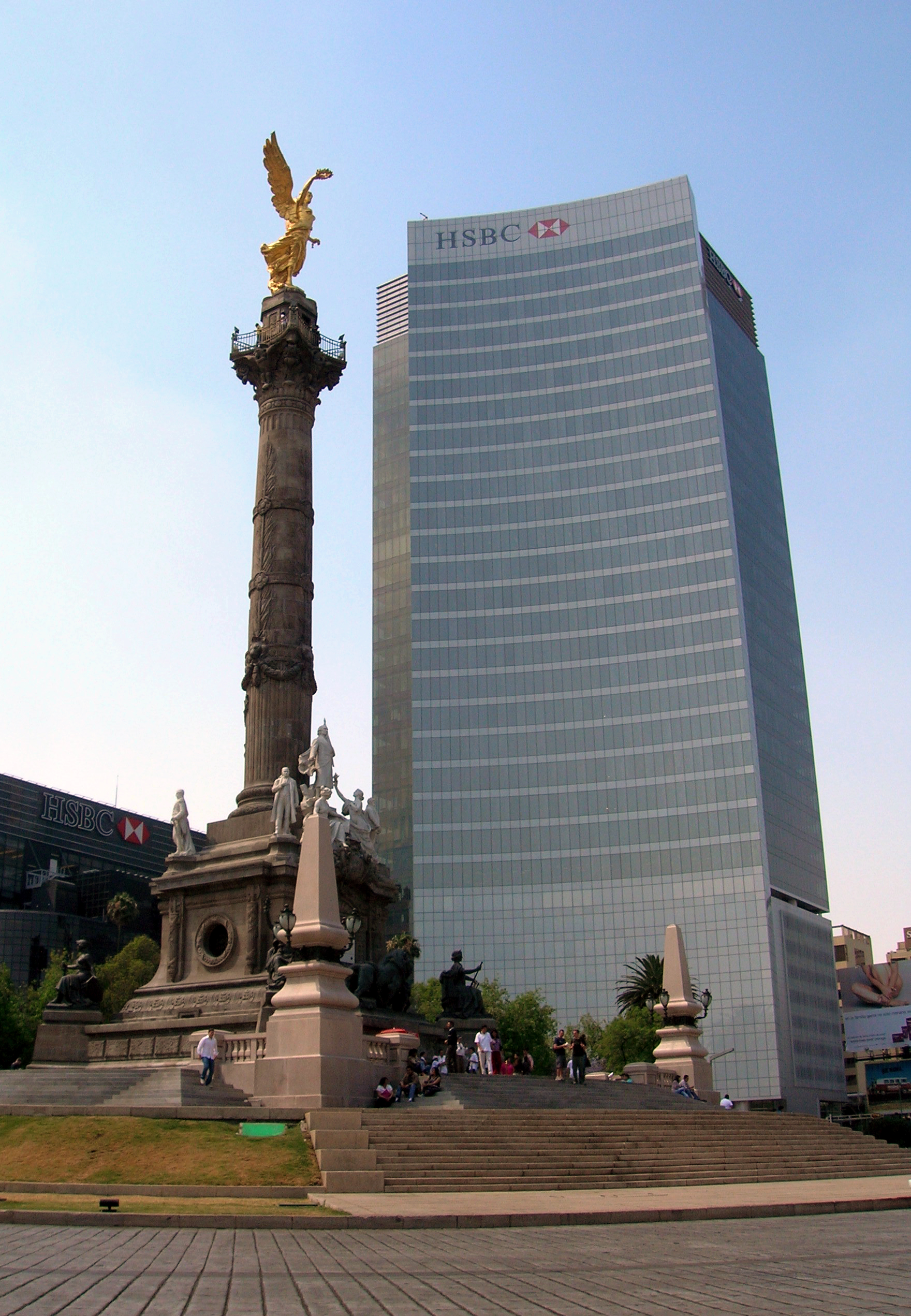
Colonne de l'Indépendance (1910), Mexico.

Enrique Alciati commence sa carrière à Marseille comme sculpteur en suivant l'école française. En 1886, il reçoit une mention honorable pour ses œuvres au Salon des artistes français, où il expose régulièrement jusqu'en 1913. Dans toutes ses œuvres, Enrique Alciati s'inscrit dans la tradition classique, tandis que l'influence d'Auguste Rodin est également très importante[réf. nécessaire].
Il s'est probablement installé à Mexico en 1889, où il est rapidement acclamé par la critique pour ses bustes en marbre et en bronze de personnalités mexicaines. En 1891, le gouvernement mexicain lui commande des statues de héros nationaux pour le Paseo de la Reforma, à Mexico. La statue du colonel Miguel López, pour laquelle Enrique Alciati remporte des prix à l'exposition universelle de 1893 à Chicago et à l'Exposition internationale de 1895 à Atlanta, mérite une mention spéciale.
Enrique Alciati est nommé professeur de sculpture, de décoration et de modelage à l'Académie de San Carlos en 1895. Au début du XXe siècle, il est chargé par le président de l'époque, Porfirio Díaz, de réaliser la plupart des sculptures de la colonne de l'Indépendance à Mexico, sous la direction d'Antonio Rivas Mercado. Alors qu'il réalise les marbres à Mexico et à Florence, il coule les bronzes exclusivement dans la ville italienne.